# دي هسو
دي هسو (بالصينية: 徐熙娣) هي مغنية ومقدمة تلفزيونية وممثلة تايوانية، ولدت في 14 يونيو 1978 بتايبيه في تايوان.

## وصلات خارجية
- دي هسو على موقع IMDb (الإنجليزية)
- دي هسو على موقع ميوزك برينز (الإنجليزية)
- دي هسو على موقع ديسكوغز (الإنجليزية)
- دي هسو على موقع قاعدة بيانات الفيلم (الإنجليزية)